# 流動負債

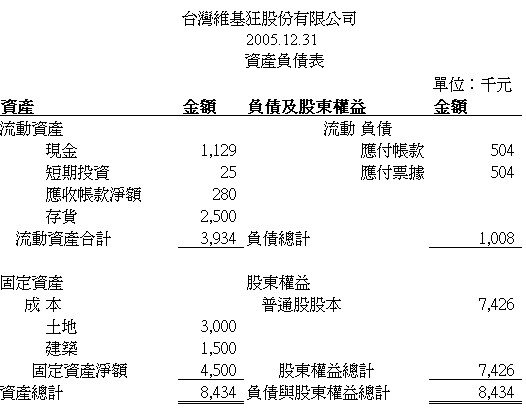
資產負債表中的列法

流動負債（英語：Current Liabilities）是指一份資產負債表內一年內到期的負債或者基於交易目的而持有的負債。
以資金的觀點，可將其分為兩類：
- 一為自發性的融資：如應付票據，應付帳款，應付費用（英語：Accrued Liabilities, Accrued Expenses, Accrued Expenses Payable)，這些都是營運上自然產生的企業付款義務，大多數情況企業針對這類融資是不需額外支付利息，其中應付票據與帳款為供應商的融通，而應付費用如應付薪資（英語：Accrued Compensation, Wages Payable)，保修費用（英語：Accrued Warranty Costs)，應付利息（英語：Accrued Interest Payable)，則是企業對於取得資產或享受服務而產生的未來支付義務。
- 另外一類則為非自發性的融資：與企業營業活動無關，屬於外部融資的一種，如銀行借款，應付商業本票，這些都是企業為籌措資金而主動取得，其特性為支應短期的資金需求，例如：遞延收入（英語：Deferred Revenue, Unearned Revenue, Deferred Income)，這類融資是需要支付資金成本（利息)，形式可能為現金、商品或者服務；長期借款將於一年內到期的部分，也應轉列為流動負債。